# Moscatel (uva)

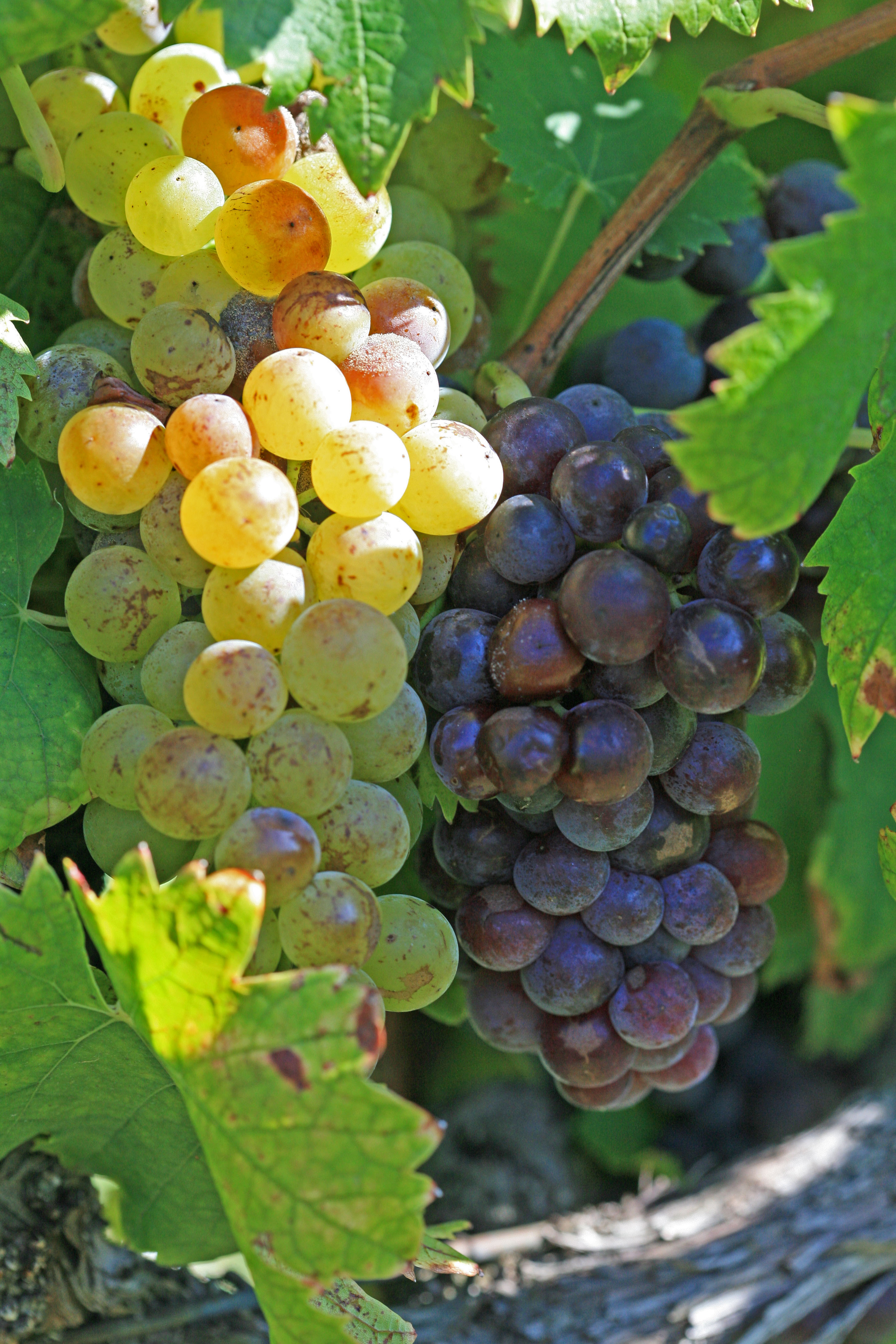
Moscatel blanco de grano menudo y moscatel negro

La familia de las uvas moscatel incluye unas doscientas variedades de uva vitis vinifera. Han sido usadas en la producción de vino y como pasas y uvas de mesa alrededor del mundo durante muchos siglos. Sus colores van de blanquecino (en la muscat ottonel), a amarillo (moscato giallo), a rosa (moscato rosa del Trentino) y a cercano al negro (moscatel de Hamburgo). Los vinos y uvas moscatel casi siempre tienen un pronunciado aroma floral dulce. La amplitud y el número de variedades de moscatel sugiere que tal vez pueda ser la variedad de uva cultivada más antigua, y hay teorías de que muchas vitis vinífera son descendientes de la moscatel.
Entre los miembros más notables de la familia moscatel está el moscatel de grano menudo (o muscat blanc à petits grains), que es la principal variedad de uva usada en la producción del vino espumoso italiano Asti (también conocido como moscatel Asti) hecho en la región del Piamonte. También se usa en la producción de muchos de los vinos franceses conocidos como vin doux naturels (vinos dulces naturales). En Australia, esta es también la principal uva usada en la producción de licor moscatel de la región vitícola de Rutherglen, en Victoria. Los ejemplares jóvenes, sin envejecer y sin fortificar, tienden a exhibir el aroma característico de la moscatel, así como notas a cítricos, rosas y melocotón. Los ejemplares fortificados y viejos (particularmente aquellos que han sido envejecidos en barrica), tienden a ser de color oscuro debido a la oxidación, con un aroma con notas de café, pastel de frutas, pasas y caramelo.
La moscatel de Alejandría es usada habitualmente en la producción del francés vin doux naturel, pero también se encuentra en España, donde es usada para hacer muchos de los vinos moscatel fortificados españoles. De otro lado, se usa para hacer vinos blancos secos y dulces, a menudo elaborados como moscatel en Australia, California y Sudáfrica. En Alsacia y partes de Europa Central, la muscat ottonel es usada para producir normalmente vinos secos y fuertemente perfumados.

## Historia

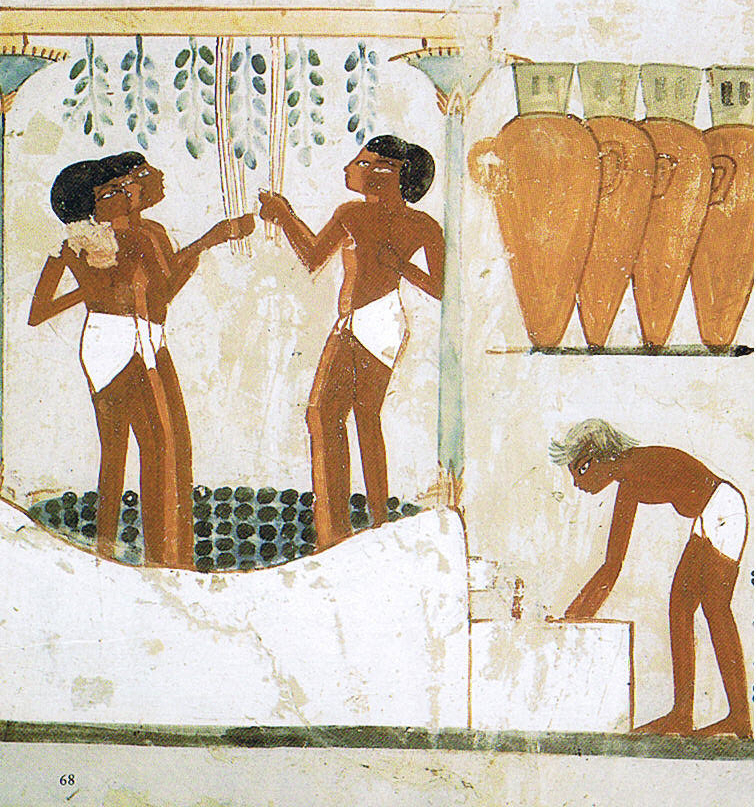
Aunque que hay teorías de que el origen de la familia moscatel data de la edad antigua, no hay evidencias históricas sólidas de que la moscatel estuviera entre las variedades de uvas cultivadas por civilizaciones como los antiguos egipcios. (Imagen de un papiro del antes de Cristo. Tumba de Nakht).

Hay teorías que remontan el origen de los ancestros de la moscatel en el antiguo Egipto y en los comienzos de la antigua Persia (c. 3000-1000 a. C.), aunque algunos ampelógrafos, como Pierre Galet, creen que la familia de la variedad moscatel fue propagada durante el periodo de la antigüedad clásica (c. 800 a. C. a 600 a. C.) por griegos y romanos. Sin embargo, aunque la producción doméstica de vino tiene una larga historia en el antiguo Egipto y en Persia y a que los escritores clásicos como Columella y Plinio el Viejo describieron como moscatel a variedades como la anathelicon moschaton y apianae, diciendo que eran muy dulces y atractivas para las abejas (en latín apis), no hay evidencias históricas sólidas de que esas antiguas uvas de vino fueran miembros de la familia moscatel.
La primera mención documentada de la uva llamada moscatel fue en los trabajos del franciscano inglés Bartolomeo Ánglico, quien escribió sobre el vino hecho de uvas moscatel en su trabajo De proprietatibus rerum, escrito entre 1230-1240, mientras estaba estudiando en lo que ahora es la moderna Sajonia, en Alemania. El trabajo en latín de Anglicus fue traducido al francés en 1372. En él se describía el "vino extraído de pasas moscatel".

## Orígenes del nombre moscatel
Como los orígenes exactos de la familia moscatel no pueden ser establecidos, las teorías sobre el origen de la palabra "moscatel" son numerosas. La más comúnmente citada la deriva de la palabra persa muchk. Similar etimología sigue el griego moskos, el latín muscus y el francés musc. La palabra italiana mosca, usada para ese insecto, puede ser un posible origen, porque el dulce aroma de la uva y su alta cantidad de azúcar pueden ser una atracción común para insectos como la mosca de la fruta.
Otras teorías sugieren que esta familia de uvas es originaria del país árabe de Omán y que fue nombrada posteriormente como la ciudad de Mascate, localizada en la costa del golfo de Omán. Otra ciudad que es a veces sugerida como un potencial lugar de nacimiento y origen del nombre de la uva es la ciudad griega de Moschato, localizada en el sudoeste de Atenas, en Ática, siendo "moschato" un sinónimo común en Grecia para la variedad moscatel.

## Variedades estrechamente relacionadas

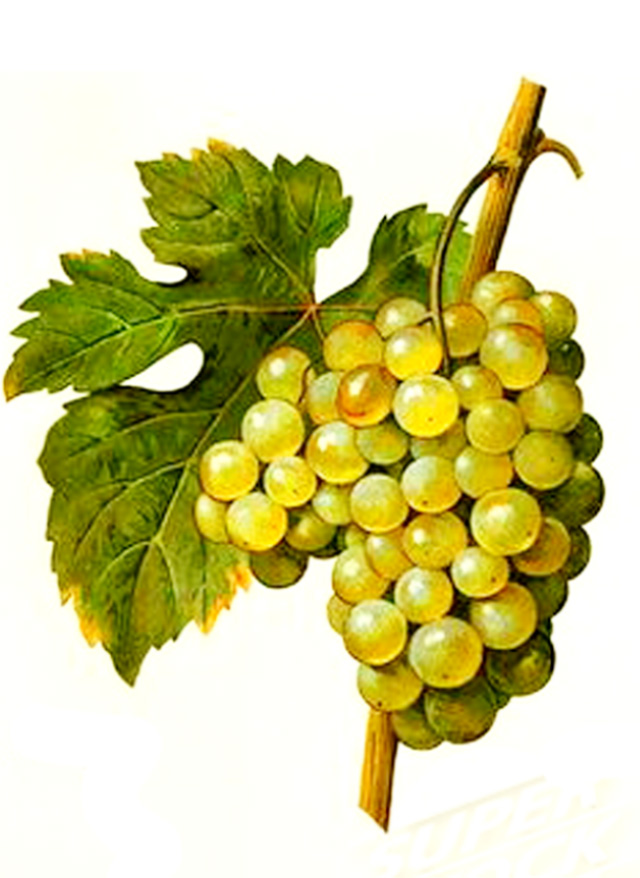
Moscatel de Eisenstadt (también conocido como moscatel de saumur), una de las variantes pariente de la muscat ottonel.

De las más de 200 variedades de uva que comparten el nombre de moscatel (o uno de sus sinónimos), la mayoría no tienen una relación cercana entre sí. La excepción son los miembros de las familias moscatel de grano menudo y moscatel de Alejandría. A comienzos del siglo XXI, los análisis de ADN demostraron que la moscatel de Alejandría era, por sí misma, un cruce natural entre la moscatel de grano menudo y una variedad de uva de mesa de piel oscura de las islas griegas conocida como axina de tres bias. Rara vez vista fuera de Grecia, la axina de tres bias (también conocida como heftakilo) crece también en Malta y Cerdeña.
Las uvas moscatel de grano menudo y moscatel de Alejandría, así mismo, han sido cruzadas y han producido al menos 14 variedades diferentes, 5 de las cuales son a menudo cultivadas en Suramérica y 9 siguen encontrándose en Italia, aunque ninguna tiene un uso mayoritario en la producción de vino. Más notable y extensamente plantadas descendencias vienen de la moscatel de grano menudo y moscatel de Alejandría cruzadas con otras variedades de uva como las uvas argentinas para vino de cereza, torrontés riojano y torrontés sanjuanino viviendo del cruce entre del moscatel de Alejandría con el listán negro (también conocida como uva de misión).
La uva moscatel de Alejandría fue también cruzada con la uva germano-italiana trollinger (también conocida como shiava grossa) para producir moscatel de Hamburgo y malvasía del Lazio y con las uvas de vino italianas catarratto bianco y bombino bianco para producir la vid de marsala grillo y moscatel selvático respectivamente. La muscat ottonel es el resultado de un cruce entre una variedad moscatel, moscatel de Eisenstandt (también conocido como moscatel de Saumur), con la vid de Suiza chasselas.
La moscatel de grano menudo ha sido identificada como una de las uvas parientes de varias variedades con otra que actualmente es desconocida. Estas incluyen las uvas de vino italianas aleatico, moscatel giallo, moscatel rosa del Trentino y moscatel de Scanzo. Los análisis de ADN permitieron identificar vid toscana mammolo como la segunda variedad pariente que fue cruzada con moscatel de grano menudo para producir moscatel rojo de Madère.

## Características y confusión con otras uvas
A pesar de la vasta diversidad en la familia moscatel, puede apreciarse un rasgo común en todas las uvas de la familia moscatel que es la característica floral, una nota de aroma a uva que es causada por la alta concentración de monoterpenos en las uvas. Han sido descubiertos más de 40 monoterpenos diferentes en las uvas moscatel (también en otras variedades aromáticas como Riesling y Gewürztraminer); entre estos está el citronelol, geraniol, linalool y nerol. Este característico aroma moscatel puede ser observado en vinos de cuerpo ligero, bajos en alcohol como el moscatel asti que no tiene su racimo fuertemente influenciado por otras técnicas de producción de vino como la crianza en roble, la autólisis con levadura, fermentación maloláctica o fortificación.
Sin embargo, este rasgo común del moscatel ha causado alguna confusión con variedades que no están relacionadas en absoluto a la familia moscatel y que son a menudo erróneamente asociadas con las uvas moscatel (a menudo mediante nombre y sinónimos) debido a su característica aromática. Esto incluye la vid alemana moscatel morio que, a pesar de su nombre, no está relacionada con la familia moscatel y es, de hecho, un cruce entre silvaner y pinot blanc. Igualmente, a la elevada mutación clónica aromática de algunas variedades de uvas de vino como el sauvignon blanc, chasselas y chardonnay se les añade a menudo el apelativo de moscatel que puede añadir la confusión de que están relacionadas con la familia moscatel. Además, la vid de Burdeos muscadelle, que es a menudo usada tanto para vinos dulces como secos, es a menudo confundida con una variedad moscatel debido a sus cualidades aromáticas. Si bien a partir de una uva con un aroma más neutro, la uva Melón de Borgoña, el vino del Loira muscadet es a menudo confudido por la creencia de que se ha hecho con un miembro de la familia moscatel.

## Variedades principales
La familia moscatel es muy numerosa, con más de 200 miembros distintos. Sin embargo, a pesar de esta diversidad solo un puñado de variedades de uva moscatel son ampliamente utilizadas en la producción de vino. Entre ellas está la moscatel de grano menudo, la moscatel de Alejandría, la moscatel de Hamburgo y la muscat ottonel.

### Moscatel de grano menudo
La moscatel de grano menudo, o muscat blanc à petit grains, es conocida por otros muchos nombres alrededor del mundo, incluyendo muscat blanc (en Francia y Estados Unidos), muscat canelli (en Estados Unidos), moscato bianco (en Italia), muscat Frontignan (en Sudáfrica), moschato (en Grecia), brown muscat (en Australia), muskateller (en Alemania y Australia), muscat de Frontignan y muscat lunel (en Francia).
Mientras que lo de "grano menudo" en el nombre describe el pequeño tamaño de sus frutos redondeados de la vid, el francés muscat blanc es, para algunos expertos del vino como Oz Clarke, porque la vid es conocida por su frecuente mutación de color en el racimo de engendramiento, adoptando casi todos los sombreados posibles, aunque se considera que normalmente los frutos son de un intenso amarillo después del envero. En algunos viñedos, vides de moscatel de grano menudo son conocidas por producir racimos de frutos de diferentes colores que cambian cada época.
El origen exacto de la uva moscatel de grano menudo no se conoce, aunque puede ser tanto Grecia como Italia debido a la proliferación de clones, mutaciones y descendencia en esos lugares. Hoy la uva se ha extendido por toda la producción mundial, produciéndose con ella un amplio rango de vinos: ligero, dulce espumoso, semi-espumoso Asti y moscatel de Asti de la región vitícola italiana de Piamonte y de la región francesa de Clairette de Die, fortificados vin doux naturels del sur de Francia en regiones con denominación de origen francesa como moscatel de Beaume de Venise, moscatel de Saint-Jean de Minervois y moscatel de Frontignan, fortificado licor muscat en la región vitícola de Rutherglen, en la provincia de Victoria, en Australia, a vinos secos como el vino Wachau de Austria y Südsteiermark.
Casi todos los vinos moscatel dulces de Grecia más destacados, y sobre todo aquellos de la isla de Samos y de la ciudad de Patras del Peloponeso, se realizan con la moscatel de grano menudo. En la historia del vino de Sudáfrica, el famoso vino de postre de Constantia se hizo de esta variedad de moscatel y, aunque hoy el moscatel de Alejandría es el más ampliamente plantado de Sudáfrica, los productores alrededor de Constantia, distrito de Ciudad del Cabo, están intentando reclamar algunas de las regiones viticulturales aclamadas por replantar más moscatel de grano menudo y por hacer vinos en el estilo original de Constantia.

### Moscatel de Alejandría

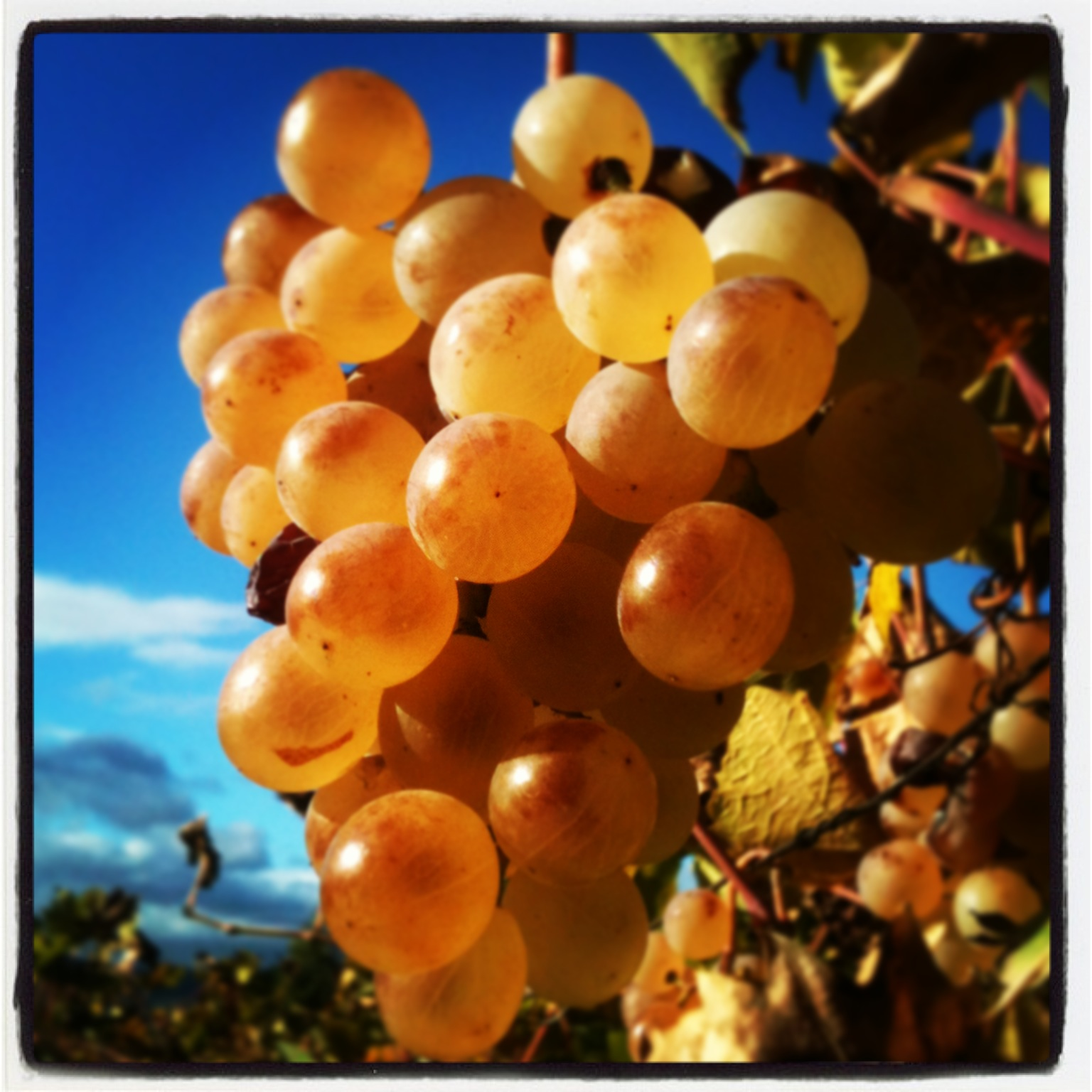
Los frutos del racimo de la moscatel de Alejandría son de una forma más grande y ovalada que los de la moscatel de grano menudo.

Aunque el nombre de la uva se refiere a la ciudad de Alejandría y sugiere un origen en el antiguo Egipto, los análisis de ADN han mostrado que la uva moscatel de Alejandría es el resultado de un cruce natural entre la moscatel de grano menudo y la vid griega axina de tres bias. Aunque la axina de tres bias ha crecido históricamente en Cerdeña y Malta, la localización exacta del origen de la moscatel de Alejandría no ha podido determinarse. Comparada con la moscatel de grano menudo, la moscatel de Alejandría tiende a producir grandes racimos de grandes frutos sombríos y ovales que son distintivos de los frutos mucho menores y redondos de la moscatel de grano menudo.
Como muchas de las variedades de moscatel, la moscatel de Alejandría se destaca por ser una apetecible pasa y uva de mesa. Esto es debido, en parte, a la alta tolerancia de las uvas al calor y a la sequía. A pesar de que se utiliza en la producción de vino (sobre todo en la isla de Pantelaria, entre Sicilia y Túnez, donde se hace un vino de postre estilo passito bajo el nombre de zibibbo), la uva está por detrás de la reputación de la moscatel de grado menudo. Esto es en parte porque la moscatel de Alejandría es muy vigorosa y propensa a producir altos rendimientos, que puede ser fácilmente sobre-cultivada y que tiene un perfil de aroma más firme debido a la concentración más alta del monoterpeno geraniol, que produce un aroma a geranio, y una concentración más baja de nerol, que da un más fresco y dulce aroma a rosa.
En Francia, la moscatel de Alejandría es más relevante como un componente de mezcla (con la moscatel de grano menudo) en el vine doux naturelle de moscatel de Rivesaltes, con denominación de origen francesa en la región vitícola del Rosellón. 
La uva es la principal variedad de moscatel en España aunque la mayorías de las plantaciones de ese país la usan para uva de mesa y pasas más que para la producción de vino. En Chile, la mayoría de la moscatel se usa para producir aguardiente.
En Sudáfrica, la moscatel es conocida como hanepoot y era la cuarta variedad de uva para vino más ampliamente plantada en el país durante los comienzos de los 2000. Aunque algunas de las plantaciones fueron usadas para la producción de vino, muchas plantaciones fueron usadas para la producción de concentrado de uva y pasas. En California, sigue habiendo más plantaciones de la moscatel de Alejandría que de otra variedad con muchas de esas uvas yendo a anónimos zumos de vino del Valle Central. Como en muchos otros lugares en el mundo, la uva tuvo una larga historia de uso en los Estados Unidos como una variedad de pasa hasta que en los años 1920 las plantaciones de moscatel de Alejandría comenzaron a decaer al cambiar los productores a las variedades de uva más populares sin semillas.

### Moscatel de Hamburgo

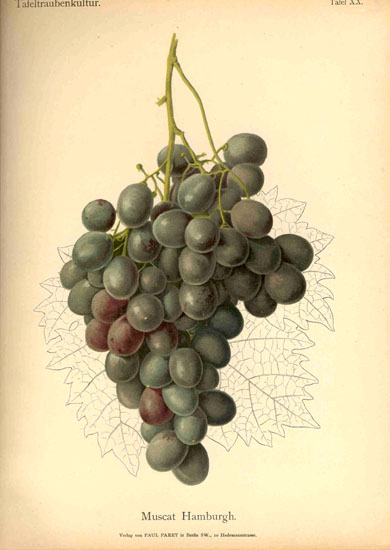
Moscatel de Hamburgo de un texto alemán de viticultura de 1895.

Aunque la inmensa mayoría de los miembros de la familia moscatel son uvas de piel oscura, muchas de las mejores variedades usadas en la producción de vino son blancas o de piel pálida. Estas uvas de piel oscura se cree que son originarias de los invernaderos victorianos de Inglaterra, donde fueron descritas por primera vez en 1858 siendo propagadas por Sweard Snow, jardinero del Earl de Grey. Snow describió la uva como una planta de semillero que él creó cruzando la uva negro Hamburgo (un antiguo sinónimo de schiava grossa) con la blanca moscatel de Alejandría. En 2003, análisis de ADN confirmaron que la moscatel de Hamburgo fue, en efecto, un cruce entre la moscatel de Alejandría y la schiava grossa que hizo a la uva una completa hermana de la uva de Italia central malvasía del Lazio, con la que tiene parentesco.
Mientras que la moscatel de Hamburgo es usada mayormente como una uva de mesa alrededor del mundo, hay dos destacadas excepciones. La primera es en California, donde casi todas las 102 hectáreas de black moscatel en cultivo en 2009 estaban destinadas a la producción de vino, en su mayoría para hacer vinos de postre. La otra excepción es en China donde la moscatel de Hamburgo es a menudo cruzada con las especies de la vitis amurensis que son nativas de la región para producir uvas de vino que están mejor adaptadas al clima de varias regiones vitícolas chinas.

### Muscat ottonel
Como la moscatel de Hamburgo, la muscat ottonel es una adición relativamente reciente a la familia moscatel. Fue criada en la región vitícola del valle del Loira en la década de 1850. La uva es un cruce entre la vid suiza chasselas y la moscatel de Eisenstadt (también conocida como moscatel de Saumur). De entre todas las variedades más importantes de moscatel, la ottonel es que posee una piel más pálida color, la que tiende a producir vinos más neutrales y es la variedad que madura más temprano.
Mientras que variedades como la moscatel de Alejandría tienden a prosperar en climas mediterráneos muy cálidos, la muscat ottonel ha mostrado una afinidad por madurar en los climas continentales más fríos y ha encontrado un hogar en muchos países de Europa Central como Bulgaria, República Checa, Rumanía y algunos países que fueron miembros de la Unión Soviética como Rusia, Kazajistán, Moldavia, Tayikistán, Turkmenistán y Ucrania. Es también la principal variedad de moscatel que crece en la región francesa de Alsacia, donde es usada para producir tanto vinos secos como no secos. En Australia, es también la variedad de moscatel más ampliamente plantada. Es utilizada para producir cosechas tardías de vinos en los alrededores del lago Neusiedl.

## UNESCO
La uva pasa moscatel de la Axarquía (Málaga) ha sido declarada patrimonio agrícola mundial por la UNESCO.